# Omul din castelul înalt
Omul din castelul înalt (1962) (titlu original The Man in the High Castle) este un roman science fiction de istorie alternativă scris de Philip K. Dick. A câștigat premiul Hugo în 1963 și a fost tradus în numeroase limbi. 
Povestea din Omul din castelul înalt se petrece în 1962, la paisprezece ani de la Al Doilea Război Mondial (1939-1948), relatând viața de zi cu zi sub imperiul totalitar fascist. Puterile Axei - Japonia imperială și Germania nazistă - câștigătoare ale războiului, complotează una împotriva celeilalte pe teritoriul Americii de Nord, mai ales în fostele State Unite, care li s-au predat după ce acestea au cucerit Eurasia și au exterminat populația Africii.

## Intriga

### Cadrul
Asasinarea președintelui Statelor Unite, Franklin D. Roosevelt, reușită de Giuseppe Zangara în 1933, a condus la guvernarea slabă a vice-președintelui John Nance Garner și a republicanului John W. Bricker în 1940. Ambii politicieni au eșuat în rezolvarea Marii crize economice și au menținut politica izolaționistă a țării în Al Doilea Război Mondial. În plus, Statele Unite au dovedit a avea o capacitate militară insuficientă pentru a ajuta Marea Britanie sau Uniunea Sovietică împotriva Germaniei naziste, sau pentru a se apăra în Pacific în fața Japoniei.
În 1941, naziștii au cucerit URSS-ul și au exterminat majoritatea popoarelor slave. Puținii supraviețuitori au fost închiși în rezervații. În Pacific, japonezii au distrus flota americană într-un atac decisiv și definitiv desfășurat la Pearl Harbor. În prima perioadă a anilor '40, armata japoneză a cucerit Hawaii, Australia, Noua Zeelandă și Oceania. În continuare, puterile Axei, atacând din direcții opuse, au cucerit coasta Statelor Unite și, până în 1948, forțele Aliate li s-au predat.
Japonia formează Statele Pacifice ale Americii, o marionetă care cuprinde Alaska, California, Hawaii, Oregon, părți din Nevada și Washington, ca parte a Alianței Co-Prosperității Pacifice. Restul munților, marilor câmpii și a statelor din sud-vest devin parte a Statelor Munților Stâncoși, o zonă tampon între SPA și restul SUA, care acum este o marionetă în mâinile naziștilor. După înfrângerea Aliaților în Al Doilea Război Mondial și cucerirea lumea, Al treilea Reich și Japonia Imperială, actualele superputeri, poartă un continuu Război Rece. 

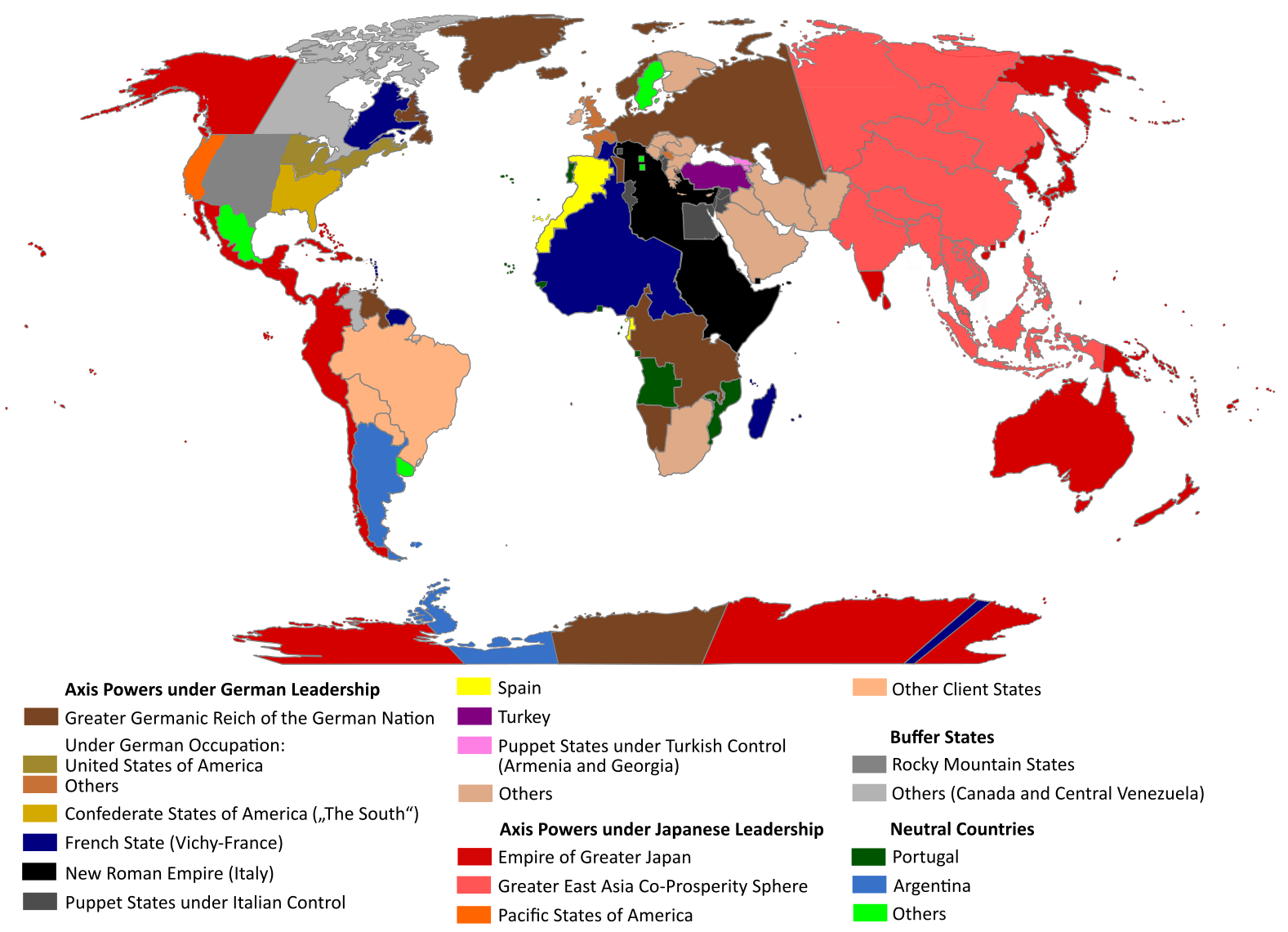
Harta lumii în acest roman

După ce Adolf Hitler se îmbolnăvește de sifilis, cancelarul Partidului Nazist Martin Bormann își arogă puterea de Führer al Germaniei. Bormann începe crearea unui imperiu colonial pentru a crește Lebensraum-ul Germaniei prin secarea Mării Mediterane și transformarea ei în ferme, precum și prin trimiterea de nave pentru a coloniza planeta Marte și alte părți ale sistemului solar în numele Reich-ului. 
Romanul începe odată cu moartea Führer-ului Bormann, eveniment care dă naștere unei lupte pentru putere între Joseph Goebbels, Reinhard Heydrich, Hermann Göring și alți naziști din vârful ierarhiei.

### Personaje
Omul din castelul înalt conține o listă întreagă de personaje. Unele dintre ele se cunosc, în timp ce legăturile dintre celelalte sunt indirecte, fiind date de faptul că trăiesc sub același regim totalitar. Trei dintre personaje își ghidează viața după I Ching:
- Nobusuke Tagomi este un misionar comercial în San Francisco-ul japonez. La început, cititorul este lăsat să pătrundă în lumea lui doar puțin, deoarece acest personaj nu intenționează să ocupe un spațiu important în narațiune. Desfășurarea ulterioară a evenimentelor îl va aduce în mijlocul acțiunii.

- Frank Frink lucrează pentru Corporația Wyndham–Matson, specializată în reproducerea de artefacte americane de dinainte de război. Este concediat din cauza temperamentului său și, prin urmare, își deschide propria afacere. El își ascunde originea evreiască, pentru a nu ajunge într-u lagăr de exterminare nazist. Este veteran al Războiului Pacificului.

- Juliana Frink, instructor de judo și fosta soție a lui Frank. După o descriere sumară făcută la începutul cărții, personajul ei evoluează odată cu desfășurarea narațiunii, devenind unul central. Pe întreg parcursul cărții este folosită de un asasin plătit.

Alții au alte credințe:
- Robert Childan deține American Artistic Handcrafts, o afacere de antichități aprovizionată de Wyndham–Matson Inc. El crede că obiectele sunt veritabile; Dl. Tagomi este unul dintre cei mai buni clienți ai săi, care cumpără "cadouri" pentru el și pentru oamenii de afaceri aflați în vizită. Datorită clientelei sale în majoritate japoneză, Childan le-a copiat manierele, modul anglicizat de a vorbi și felul de a gândi, dar, în ciuda respectului de suprafață pentru ei, îi disprețuiește, păstrându-și credința în superioritatea rasei albe în fața celei asiatice și africane. Așa cum dictează mentalitatea asiatică, este foarte conștient de imaginea sa, analizând mereu modul în care privesc alții acțiunile sale.

- Wyndham-Matson (șeful lui Frank Frink) meditează la diferența dintre antichitățile veritabile și cele reproduse. Cu ajutorul amantei sale, el introduce în acțiune romanul Lăcusta abia se târăște, acesta fiind folosit pentru a arăta diferențele de opinie dintre cei care cred că e doar o operă bună de ficțiune și aceia care cred că reprezintă ceva mai mult (o temă care atinge punctul culminant la sfârșitul romanului).

- Dl. Baynes, un industriaș suedez bogat, este, de fapt, Rudolf Wegener, căpitan în serviciul de contraspionaj marin al Reich-ului. El e pe cale să îl întâlnească pe Dl. Tagomi, prin care speră să ajungă la un important reprezentant japonez. Este luat prin surprindere de darul lui Tagomi, un "ceas Mickey Mouse original" (cumpărat de la magazinul American Artistic Handicrafts Inc.).

### Fire narative
Firele narative ale acțiunii alternează între cele ale personajelor, creionând o imagine de ansamblu a vieții de zi cu zi din America totalitară:
- Dl. Baynes călătorește la San Francisco ca negustor suedez. Acolo, el discută cu Dl. Tagomi, dar, pentru a-și îndeplini adevărata misiune, el trebuie să prelungească întâlnirea până la sosirea din Japonia a lui Yatabe (generalul Tedeki, pe vremuri în staful de conducere imperial). Misiunea lui este aceea de a-i avertiza pe japonezi despre Operațiunea Löwenzahn, un atac asupra arhipelagului japonez pus la cale de facțiunea condusă de Joseph Goebbels. Această facțune din cadrul Partidului Nazist se opune celei a lui Heydrich.

- Frank Frink și prietenul său, Ed McCarthy, pornesc o afacere cu bijuterii; aceste opere de artă frumoase și originale au un efect ciudat asupra americanilor și japonezilor care le văd. Este arestat după tentativa de sabotaj asupra lui Wyndham-Matson — spunându-i lui Childan că obiectele vândute de el sunt falsuri.

- Dl. Tagomi, incapabil să admită zvonurile neplăcute pe care le aude, își găsește consolarea în lupta împotriva agenților naziști care vor să îl ucidă pe Baynes. El folsește pentru asta un revolver Colt "autentic" cumpărat de la Childan. În continuare, se răzbună pe autoritățile locale naziste ajutând la eliberarea evreului Jew Frank Frink, căruia i se pregătește deportarea în America nazistă. Tagomi nu îl întâlnește vreodată pe Frink și nici nu știe că el a creat acele opere de artă minunate care l-au impresionat. Fiind un budist devotat, implicațiile existențale ale luării unei vieți umane îl afectează așa de mult, încât îi provoacă un infarct.

- Juliana, trăiește în Colorado și se implică într-o relație sexuală cu Joe, un șofer de camion care pretinde că ar fi un veteran de război italian. El vrea să îl întâlnească cu Hawthorne Abendsen (omul din castelul înalt, numit așa pentru că trăiește într-o locuință păzită), cel care a scris romanul Lăcusta abia se târăște. Juliana călătorește altăuri de el, descoperind că este, de fapt, un asasin elvețian trimis să îl ucidă pe scriitor. Profund mâhnită, Juliana încearcă să fugă și, când el o împiedică, îi taie gâtul cu lama pe care o ținea pentru a se sinucide. Își termină singură călătoria, întâlnindu-l pe Abendsen, pe care îl îndeamnă să dezvăluie adevărul despre Lăcusta abia se târăște.

- Robert Childan încearcă cu disperare să își păstreze onoarea, în ciuda supușeniei forțate în fața conducătorilor japonezi. Deși are trăiri contradictorii legate de războiul pierdut și ocupanții străini ai țării, pe care îi detestă și îi respectă, descoperă în el mândria culturală. Tot el e cel care investighează falsificarea pe scară largă petrecută pe piața antichităților, pentru a crește interesul japonezilor față de produsele americane veritabile.

## Povestea din poveste
Câteva personaje din Omul din castelul înalt citesc un roman popular, Lăcusta abia se târăște de Hawthorne Abendsen, al cărui titlu derivă din versetul biblic: "Lăcusta va fi o povară" . Este o poveste în cadrul poveștii, în care Abendsen creează un univers alternativ în care Axa a pierdut Al Doilea Război Mondial (1939–1948), motiv pentru care nemții au interzis-o în Statele Unite ocupate, în ciuda faptului că este o carte foarte răspândită în Pacific, iar publicarea ei legală în țările neutre.
Lăcusta abia se târăște postulează că președintele Franklin D. Roosevelt a supraviețuit tentativei de asasinat și a refuzat realegerea din 1940, respectând limita de două mandate impusă de George Washington. Următorul președinte, Rexford Tugwell, a retras flota americană de la Pearl Harbor, Hawaii, salvând-o de atacul japonez și asigurându-se că Statele Unite intră în Al Doilea Război Mondial ca o putere navală bine echipată. Marea Britanie și-a păstrat mare parte din forța industrială militară, contribuind mai mult la efortul de război al Aliaților, ceea ce a condus la înfrângerea mareșalului Erwin Rommel în Africa de Nord. Un britanic merge în Caucaz pentru a-i duce pe sovietici către victorie în Bătălia de la Stalingrad. Italia renunță la statutul de membru și trădează Puterile Axei. Armata britanică și Armata Roșie se reunesc și cuceresc Berlinul și, la sfârșitul războiului, conducătorii naziști - inclusiv Adolf Hitler — sunt judecați pentru crimele de război. Ultimele vorbe ale Führer-ului sunt Deutsche, hier steh' ich ("Germani, sunt aici"), sunt o imitare a preotului Martin Luther.  
După război, Churchill rămâne conducătorul Marii Britanii și, datorită viziunii sale industrial-militare, Imperiul Britanic nu se destramă. Statele Unite stabilesc relații de afaceri strânse cu regimul de dreapta chinez al lui Chiang Kai-Shek, după alungarea comuniștilor lui Mao Zedong. După război, imperiul britanic devine rasist și mai imperialist, în timp ce Statele Unite îl scoate în afara legii pe Jim Crow, rezolvându-și probleme rasiste până în 1950. Ambele schimbări provoacă tensiuni culturale și rasiale între Statele Unite și Marea Britanie, conducând la un Război Rece pentru hegemnoia mondială. Ambele sunt societăți liberale, democratice și capitaliste, iar Marea Britanie va reuși să învingă, devenind singura superputere a lumii.

## I Chingca mijloc literar
Pentru a determina anumite cursuri ale acțiunii din Omul din castelul înalt, Dick a folosit I Ching (Cartea Schimbărilor), explicând:
„La început aveam doar numele, Domnul Tagomi, scris pe o bucată de hârtie, fără alte notații. Citisem multă filozofie orientală, citisem despre budismul zen, citisem I Ching. Pe atunci, acesta era spiritul vremii în Marin County: budismul zen și I Ching. Am început și am ținut-o tot așa". În cazul evenimentelor din intrigă care nu îi plăceau, dădea vina pe I Ching: "Am terminat romanul când I Ching nu mai avea nimic de spus. Așa că nu există cu adevărat un sfârșit la el. Îmi place să îl privesc ca pe un sfârșit deschis".”
I Ching este esențială în Omul din castelul înalt. Fiind răspândită în întreaga cultură de pe coasta pacifică a Statelor Unite, personajele japoneze - și unele dintre cele americane - o consultă, acționând apoi pe baza răspunsurilor primite la întrebări. Chiar și "omul din castelul înalt", Hawthorne Abendsen, a folosit-o pentru a scrie Lăcusta abia se târăște, și, la sfârșitul romanului (în prezența Julianei Frink), o întreabă: "De ce ai scris Lăcusta abia se târăște?" și  "Ce trebuie să învețe cititorul din lectura romanului?" I Ching răspunde cu hexagrama 61 ([中孚] zhōng fú) Chung Fu]], "Adevărul interior", descriind adevărata stare a lumii - fiecare personaj din Omul din castelul înalt trăiește o realitate falsă.

## Teme
Tema principală a Omului din castelul înalt o constituie interpretarea și confuzia creată de realitățile adevărate și false. Acest lucru este explorat în diferite moduri:
- Robert Childan înțelege că majoritatea antichităților sale sunt contrafăcute, căpătând obsesia paranoică a posibilității contrafacerii întregului său stoc de marfă. Aceasta este o temă comună în scrierile lui Dick (cf. romanului Visează androizii oi electrice?), în care contrafacerile sunt mai bune decât originalele, deoarece sunt funcționale (cume e revolverul Colt de calibru .44, pe care doar un expert îl poate depista, așa cum demonstrează folosirea lui de către Tagomi).

- Wyndham-Matson, el însuși un colecționar, are o brichetă Zippo cu documente care atestă s-a aflat în buzunarul hainei lui Roosevelt când a fost asasinat. El o compară cu bricheta identică a prietenei lui, invitând-o să "simtă patina timpului", în ciuda faptului că nu are cum să fie sigur că nu e vorba despre o contrafacere.

- Unele personaje sunt agenți secreți care trăiesc sub alte identități; gentilul "Frank Frink" este o contrafacere a persoanei evreului "Frank Fink".

- Cartea fictivă din carte, Lăcusta abia se târăște, postulează un viitor alternativ în care Axa a pierdut Al Doilea Război Mondial, povestind o succesiune alternativă de evenimente. Ea este o poveste alternativă a Omului din castelul înalt. Întrepătrunderea celor două realități false ilustrează faptul că ideea unei realități adevărate și a uneia false este greșită, deoarece există mai mult de două realități.

- Bijuteria Edfrank amintește mai mult de arta populară americană a anilor '60 decât de cea japoneză sau germană. Legăturile ei cu o realitate mai profundă se exercită asupra personajelor care au de-a face cu ea.

- Romancierul Hawthorne Abendsen, omul din castelul înalt, trăiește într-o locuință după ce a stat într-un castel (locuință fortificată) care semăna mai mult a închisoare decât a casă. Pentru a susține percepția unei realități false el perpetuează mitul izolării sale într-o fortificație.

- La sfârșitul romanului, Hawthorne Abendsen și Juliana Frink consultă I Ching — aceasta le spune că ei trăiesc într-o lume imaterială (falsă).

- În timp ce meditează asupra unei piese de argint care conține forma Wu (Satori) a adevărului lăuntric, Dl. Tagomi percepe, pentru scurtă perioadă de timp, o lume alternativă. Artefactul primit de la Frank Frink îl transportă într-un San Francisco în care albii nu țin cont de japonezi, probabil lumea din Lăcusta abia se târăște. În această lume, Autostrada Embarcadero trece prin San Francisco, în timp ce în lumea lui Tagomi ea nu există. Acest lucru sugerează posibilitatea ca lumea aceea să fie a noastră.

- În Operațiunea Löwenzahn, nevoia falsă a unei acțiuni militare în Canada este folosită pentru a ascunde un atac asupra inimii Japoniei.

Dick întreabă, auctorial: "Cine și ce sunt agenții din spatele întrepătrunderii dintre realitățile adevărate și false?" și "De ce doresc acești agenți ca realitatea artificială să fie recunoscută?" Aceste întrebări tematice apar și în romanele Ubik, VALIS și Flow My Tears, the Policeman Said.
Omul din castelul înalt tratează dreptatea și nedreptatea (Frink fuge din fața persecuției rasiste naziste), genul și puterea (relația dintre Juliana și Joe), rușinea inferiorității culturale și identitatea (încrederea în cultura americană, găsită de Childan cu ajutorul nostalgiei și obsesiei pentru antichități), precum și efectele fascismului și rasismului asupra culturii (deprecierea vieții în lumea totalitaristă nazistă și presupusa superioritate rasială a japonezilor, nemților și americanilor).

## Inspirație
Ulterior, Dick a explicat că a conceput Omul din castelul înalt după ce a citit cartea publicată de Ward Moore în 1953, Bring the Jubilee, a cărei acțiune se petrece în SUA unui secol XX alternativ, în care Statele Confederate ale Americii au câștigat Războiul Civil American din perioada 1861-1865. Alte influențe menționate de el cuprind: The Rise and Fall of the Third Reich (1960) de William L. Shirer, Hitler: A Study in Tyranny (1962) de Alan Bullock, The Goebbels Diaries (1948) tradusă de Louis P. Lochner, Foxes of the Desert (1960) de Paul Carrell și I Ching (1950) tradusă de Richard Wilhelm.
De asemenea, el menționează trei forme poetice tradiționale japoneze și tibetane:
- primul volum din Anthology of Japanese Literature (1955), editor Donald Keene, din care este citat un haiku;
- din Zen and Japanese Culture (1955) de Daisetz Teitaro Suzuki a citat un waka;
- Cartea tibetană a morții (1960) tradusă de W. Y. Evans-Wentz.

## Adaptări

### Carte audio
O versiune audio a Omului din castelul înalt a fost lansată în 2008. Cartea audio, în lectura lui Tom Weiner, este completă și cuprinde 7 CD-uri, cu un timp total de 8,5 ore. O versiune anterioară, în lectura lui George Guidall, completă și ocupând 7 casete audio cu un timp total de 9,5 ore a fost lansată în 1997.

### Televiziune
BBC a contractat o ecranizare în patru părți pentru BBC One care urmează să fie realizată de BBC, FremantleMedia Enterprises și Scott Free Films. Ridley Scott, regizorul filmului Blade Runner (care pornește de la ideea romanului lui Dick Visează androizii oi electrice?), va fi producător executiv. Adaptarea pentru televiziune va fi realizată de Howard Brenton.
Episodul-pilot al serialului TV omonim a fost lansat de Amazon Studios la 15 ianuarie 2015. Filmările au început la 1 octombrie 2014, în Roslyn, Washington. Serialul este regizat de David Semel, scenariul este scris de Frank Spotnitz; cu Alexa Davalos, Rufus Sewell, Rupert Evans și Cary-Hiroyuki Tagawa în rolurile principale.

## Continuare
Într-un interviu din 1976, Dick a anunțat că are în plan să scrie o continuare la Omul din castelul înalt: "Nu are un cu adevărat un sfârșit. Îmi place să îl privesc ca pe un final deschis, care lasă loc pentru o continuare, cândva". Dick a spus că a "început de câteva ori să lucreze la o continuare", dar nu a scris prea mult, fiind tulburat de munca de cercetare efectuată inițial pentru Omul din castelul înalt și nereușind să se împace cu gândul de a "merge înapoi la lecturile despre naziști." A sugerat că urmarea va constitui o colaborare cu un alt autor: "Va trebui să mă ajute cineva la continuare. Cineva care are stomacul necesar și puterea de a gândi de-a lungul acestor linii, de a pătrunde în mintea altora. De exemplu, dacă începi să scrii despre Reinhard Heydrich, trebuie să-i pătrunzi expresia feței. Vă imaginați cum e să pătrunzi expresia feței lui Reinhard Heydrich?"
Într-o culegere de eseuri despre Dick, intitulată The Shifting Realities of Philip K. Dick, apar două capitole din continuarea la care lucra. Cele două capitole descriu ofițeri Gestapo care raportează Partidului Nazist despre călătoria lor în timp într-un univers paralel în care cucerirea nazistă a eșuat, dar în care apar arme nucleare pe care ei din lumea lor le pot fura. Unul dintre titlurile provizorii ale romanului, care descria unirea culturiilor japoneză și americană, era Ring of Fire. 
La un moment dat, Dick a spus că The Ganymede Takeover (1967) a început ca o continuare la Omul din castelul înalt, dar nu s-a închegat ca atare. Locuitorii de pe Ganimede care ocupau Pământul au fost, inițial, Japonia imperială ocupând Statele Unite pe care le-au cucerit.
Și romanul Radio Free Albemuth a pornit tot ca o continuare la Omul din castelul înalt. Dick descrie intriga acestei prime versiuni din Radio Free Albemuth — intitulată mai apoi VALISystem A — astfel: "... o inteligență extraterestră divină și iubitoare ... îl ajută pe Hawthorne Abendsen, autorul protagonist din [Omul din castelul înalt], să-și continue viața dificilă după ce poliția secretă nazistă a pus în sfârșit mâna pe el... VALISystem A, localizată în adâncurile spațiului, consideră că nimic, absolut nimic, nu poate sta în calea finalizării romanului de către Abendsen". Romanul a evoluat într-o poveste nouă, fără legătură cu Omul din castelul înalt, iar Dick a abandonat în cele din urmă cartea și nu a mai publicat-o în timpul vieții. Anumite părți din ea au fost salvate și folosite pentru VALIS (1981). Cartea completă a fost publicată abia în 1985, la cinci ani după moartea lui Dick.

## Traduceri în limba română
- 1995 - Omul din castelul înalt, Ed. Nemira, Colecția "Nautilus" nr. 68, traducere Mircea Ștefancu, 256 pag., ISBN 973-569-090-x
- 2006 - Omul din castelul înalt, Ed. Nemira, Colecția "Nautilus", traducere Mircea Ștefancu, 320 pag., ISBN 973-569-789-X
- 2013 - Omul din castelul înalt (cartonată), ed. Nemira, colecția "Nautilus", traducere Mircea Ștefancu, 304 pag., ISBN 978-606-579-614-0

## Vezi și
- The Mirage (Mirajul) de Matt Ruff